# Политехник (мини-футбольный клуб, Кременчуг)
«Политехник» (до 2000 года — «КрАЗ») — мини-футбольный клуб из Кременчуга, участник чемпионата Украины по мини-футболу.
МФК «КрАЗ» основан в 1993 году после распада другого кременчугского клуба — «Синтеза», бронзового призёра первого чемпионата СССР, а также участника первых чемпионатов Украины по мини-футболу.
«КрАЗ» становится одним из самых стабильных клубов высшей лиги чемпионата Украины, выступая в шести чемпионатах подряд с 1993 по 2000 годы, однако не добившись существенных успехов. Наилучшим результатом для клуба становится пятое место в чемпионате в 1996 и 2000 годах. Наихудшим выступлением становится сезон 1996/97, по итогам которого команда занимает 13 место из 14-ти (3 очка были сняты за неявку на матч против «Локомотива»), а также становится наиболее грубым коллективом, заработав 35 жёлтых и 5 красных карточек. Среди известных игроков, выступающих за «КрАЗ» в этот период — воспитанник кременчугского футбола Валентин Цвелых, Максим Крупин, Игорь Краевский. Руководил командой Сергей Петрович Шаманский, в прошлом игрок местного «Синтеза».
Чемпионат страны 2000/2001 команда начинает под названием «Политехник». По итогам турнира «Политехник» занимает 9 место. Чемпионат ознаменовался громким скандалом с участием кременчугской команды. Члены исполкома просмотрели видеозапись игры 21 тура между «Политехником» и харьковским «Универ-ЭХО», состоявшейся 10 февраля 2001 года и закончившейся победой «Политехника» со счетом 8:9, при том что до 33 минуты игры харьковский клуб выигрывал 8:2, и аннулировали результат матча, засчитав техническое поражение обеим командам и сняв с них по 3 очка.
Сезон 2001/02 «Политехник» завершает на высоком, пятом месте. В последнем для себя чемпионате в конце 2002 года команда завершает выступления после первого круга и прекращает существование.